# Black Sabbath: The Dio Years
Black Sabbath: The Dio Years è una raccolta dei Black Sabbath uscita nel 2007.

## Il disco
La raccolta contiene materiale estratto dagli album dei Black Sabbath con Ronnie James Dio nelle vesti di cantante: Heaven and Hell del 1980, Mob Rules del 1981, Dehumanizer 1992 e il live album Live Evil del 1982. Inoltre contiene anche 3 inediti registrati per l'occasione: "The Devil Cried", "Shadow of the Wind" e "Ear in the Wall".
Inizialmente la raccolta sarebbe dovuta consistere in un box set sullo stile di Black Box: The Complete Original Black Sabbath (1970-1978), contenente tutte le pubblicazioni del gruppo dopo Ozzy Osbourne, da Heaven and Hell a The Eternal Idol. Questa idea fu poi abbandonata a favore di un cofanetto comprendente i soli 4 album con Dio, per poi infine optare per un singolo album.
L'album ha debuttato alla 54ª posizione della Billboard top 200.

## Tracce
1. Neon Knights (Heaven and Hell) – 3:52
2. Lady Evil (Heaven and Hell) – 4:24
3. Heaven and Hell (Heaven and Hell) – 6:58
4. Die Young (Heaven and Hell) – 4:44
5. Lonely is the Word (Heaven and Hell) – 5:51
6. The Mob Rules (Mob Rules) – 3:16
7. Turn Up the Night (Mob Rules) – 3:42
8. Voodoo (Mob Rules) – 4:34
9. Falling Off the Edge of the World (Mob Rules) – 5:04
10. After All (the Dead) (Dehumanizer) – 5:42
11. TV Crimes (Dehumanizer) – 4:02
12. I (Dehumanizer) – 5:13
13. Children of the Sea  (Live Evil) – 6:14
14. The Devil Cried (inedito) – 6:01
15. Shadow of the Wind (inedito) – 5:40
16. Ear in the Wall (inedito) – 4:04

## Formazione
- Ronnie James Dio - voce
- Tony Iommi - chitarra
- Geezer Butler - basso
- Vinny Appice - batteria (dalla traccia 6 alla traccia 16)
- Bill Ward - batteria (dalla traccia 1 alla traccia 5)
- Geoff Nicholls - tastiere (dalla traccia 1 alla traccia 13)